# Will Trent
Will Trent es una serie de televisión procedimental estadounidense basada en la serie de novelas de Karin Slaughter Will Trent. La serie se estrenó el 3 de enero de 2023 en ABC. En abril de 2024, la serie fue renovada para una tercera temporada, que se estrenó el 7 de enero de 2025. En abril de 2025, la serie fue renovada para una cuarta temporada.

## Argumento
De niño abandonaron a Will Trent, quien hubo de crecer en el sistema de acogida de Atlanta, lo cual provocó secuelas duraderas en él. A pesar de ser disléxico, se ha convertido en Agente Especial de la Oficina de Investigación de Georgia (GBI). Trent es muy observador y tiene el mayor porcentaje de resolución de casos en el GBI, lo cual provoca algunas envidias.
Se asignó a Trent un caso de corrupción que implicaba al Departamento de Policía de Atlanta (APD), el cual comparte edificio con el GBI. Su resolución tuvo como resultando el arresto de varios miembros del Departamento. Su jefa del GBI, Amanda Wagner, asigna provisionalmente a Trent como compañera a Faith Mitchell, la contrariada hija de una oficial del APD que fue arrestada.
Mantiene una relación intermitente con la detective del Departamento Angie Polaski, amiga de la infancia y compañera en el sistema de acogida, cuyo compañero es el detective del APD Michael Ormewood. En ocasiones, los casos de Trent y Polaski se solapan, lo cual los lleva a ellos y a sus compañeros a un contacto regular.

## Reparto

### Principales
- Ramón Rodríguez como Will Trent
- Erika Christensen como Angie Polaski
- Iantha Richardson como Faith Mitchell
- Jake McLaughlin como Michael Ormewood
- Sonja Sohn como Amanda Wagner
- Gina Rodriguez como Marion Alba (temporada 3)

### Recurrentes
- Jennifer Morrison como Abigail Bentley Campano
- Mark-Paul Gosselaar como Paul Campano
- Greg Germann como James Ulster
- LisaGay Hamilton como Evelyn Mitchell
- Cora Lu Tran como Nico

## Episodios
| Temporada | Temporada | Episodios | Episodios | Emisión original      | Emisión original   |
| Temporada | Temporada | Episodios | Episodios | Primera emisión       | Última emisión     |
| --------- | --------- | --------- | --------- | --------------------- | ------------------ |
|           | 1         | 13        | 13        | 3 de enero de 2023    | 2 de mayo de 2023  |
|           | 2         | 10        | 10        | 20 de febrero de 2024 | 21 de mayo de 2024 |
|           | 3         | 18        | 18        | 7 de enero de 2025    | 13 de mayo de 2025 |

### Primera temporada (2023)
| N.º en serie | N.º en temp. | Título                                  | Dirigido por            | Escrito por                         | Fecha de emisión original | Código de prod. | Audiencia (millones) |
| ------------ | ------------ | --------------------------------------- | ----------------------- | ----------------------------------- | ------------------------- | --------------- | -------------------- |
| 1            | 1            | «Pilot»                                 | Paul McGuigan           | Liz Heldens y Daniel Thomsen        | 3 de enero de 2023        | 1LGF01          | 3.61                 |
| 2            | 2            | «I'm a Pretty Observant Guy»            | Howard Deutch           | Liz Heldens                         | 10 de enero de 2023       | 1LGF02          | 2.95                 |
| 3            | 3            | «Don't Let It Happen Again»             | Howard Deutch           | Inda Craig-Galván                   | 17 de enero de 2023       | 1LGF04          | 3.32                 |
| 4            | 4            | «My Stupid Detective Brain»             | Sheree Folkson          | Kath Lingenfelter                   | 24 de enero de 2023       | 1LGF05          | 3.04                 |
| 5            | 5            | «The Look Out»                          | Charles Randolph-Wright | Daniel Thomsen                      | 31 de enero de 2023       | 1LGF03          | 3.22                 |
| 6            | 6            | «Should I Go Get My Tin Foil Hat?»      | Lea Thompson            | Britta Lundin                       | 14 de febrero de 2023     | 1LGF06          | 2.89                 |
| 7            | 7            | «Unable to Locate»                      | Patricia Cardoso        | Henry «Hank» Jones                  | 21 de febrero de 2023     | 1LGF07          | 2.63                 |
| 8            | 8            | «Two Hundred Dollars and a Bus Pass»    | Geary McLeod            | Karine Rosenthal                    | 28 de febrero de 2023     | 1LGF08          | 2.71                 |
| 9            | 9            | «Manhunt»                               | Eric Dean Seaton        | Adam Toltzis                        | 21 de marzo de 2023       | 1LGF09          | 3.24                 |
| 10           | 10           | «Pterodactyls Can Fly»                  | Bille Woodruff          | Britta Lundin y Inda Craig-Galván   | 28 de marzo de 2023       | 1LGF10          | 3.58                 |
| 11           | 11           | «Bill Black»                            | Howard Deutch           | Daniel Thomsen y Henry «Hank» Jones | 18 de abril de 2023       | 1LGF11          | 2.61                 |
| 12           | 12           | «Nothing Changed Except for Everything» | Oliver Bokelberg        | Karine Rosenthal y Adam Toltzis     | 25 de abril de 2023       | 1LGF12          | 2.64                 |
| 13           | 13           | «A Bad Temper and a Hard Heart»         | Holly Dale              | Liz Heldens y Kath Lingenfelter     | 2 de mayo de 2023         | 1LGF13          | 3.32                 |

### Segunda temporada (2024)
| N.º en serie | N.º en temp. | Título                                  | Dirigido por     | Escrito por                           | Fecha de emisión original | Código de prod. | Audiencia (millones) |
| ------------ | ------------ | --------------------------------------- | ---------------- | ------------------------------------- | ------------------------- | --------------- | -------------------- |
| 14           | 1            | «Me Llamo Will Trent»                   | Howard Deutch    | Liz Heldens y Britta Lundin           | 20 de febrero de 2024     | 2LGF01          | 4.77                 |
| 15           | 2            | «It's the Work I Signed Up For»         | Eric Dean Seaton | Daniel Thomsen y Inda Craig-Galván    | 27 de febrero de 2024     | 2LGF02          | 3.97                 |
| 16           | 3            | «You Don't Have to Understand»          | Jason Ensler     | Karine Rosenthal                      | 5 de marzo de 2024        | 2LGF03          | 4.83                 |
| 17           | 4            | «It's Easier to Handcuff a Human Being» | Patricia Cardoso | Henry «Hank» Jones y Adam Toltzis     | 26 de marzo de 2024       | 2LGF04          | 4.41                 |
| 18           | 5            | «Capt. Duke Wagner's Daughter»          | Holly Dale       | Inda Craig-Galvan y Rebecca Murga     | 2 de abril de 2024        | 2LGF05          | 4.35                 |
| 19           | 6            | «We Are Family»                         | Lea Thompson     | Britta Lundin y Aja Hoggatt           | 9 de abril de 2024        | 2LGF06          | 4.28                 |
| 20           | 7            | «Have You Never Been to A Wedding?»     | Michael Lehmann  | Liz Heldens y Adam Toltzis            | 30 de abril de 2024       | 2LGF07          | 4.69                 |
| 21           | 8            | «Why Is Jack's Arm Bleeding?»           | Keith Powell     | Karine Rosenthal y Henry «Hank» Jones | 7 de mayo de 2024         | 2LGF08          | 3.72                 |
| 22           | 9            | «Residente o Visitante»                 | Sheree Folkson   | Daniel T. Thomsen y Rebecca Murga     | 14 de mayo de 2024        | 2LGF09          | 3.89                 |
| 23           | 10           | «Do You See the Vision?»                | Liz Heldens      | Liz Heldens y Kath Lingenfelter       | 21 de mayo de 2024        | 2LGF10          | 4.08                 |

### Tercera temporada (2025)
| N.º en serie | N.º en temp. | Título                                                                     | Dirigido por            | Escrito por                                  | Fecha de emisión original | Código de prod. | Audiencia (millones) |
| ------------ | ------------ | -------------------------------------------------------------------------- | ----------------------- | -------------------------------------------- | ------------------------- | --------------- | -------------------- |
| 24           | 1            | «I'm a Guest Here»                                                         | Ramón Rodríguez         | Liz Heldens y Daniel T. Thomsen              | 7 de enero de 2025        | 3LGF01          | 5.91                 |
| 25           | 2            | «Sunny-Side Up»                                                            | Eric Dean Seaton        | Juliet Lashinsky-Revene y Henry «Hank» Jones | 14 de enero de 2025       | 3LGF02          | 5.70                 |
| 26           | 3            | «Find a New Pond»                                                          | Howard Deutch           | Karine Rosenthal                             | 21 de enero de 2025       | 3LGF03          | 5.53                 |
| 27           | 4            | «Floor Is Lava»                                                            | Keith Powell            | Britta Lundin                                | 28 de enero de 2025       | 3LGF04          | 4.54                 |
| 28           | 5            | «Breathe with Me»                                                          | Gregory Smith           | Inda Craig-Galván                            | 4 de febrero de 2025      | 3LGF05          | 4.63                 |
| 29           | 6            | «No Faith In Second Chances»                                               | Sheree Folkson          | Kath Lingenfelter                            | 11 de febrero de 2025     | 3LGF06          | 5.06                 |
| 30           | 7            | «Mariachi Shelly's Frankenstein»                                           | Holly Dale              | Adam Toltzis                                 | 18 de febrero de 2025     | 3LGF07          | 4.66                 |
| 31           | 8            | «Abigail B.»                                                               | Gail Mancuso            | Antoine Niguel Perry                         | 25 de febrero de 2025     | 3LGF08          | 4.61                 |
| 32           | 9            | «This Kid's Gonna Be Alright»                                              | Holly Dale              | Henry «Hank» Jones                           | 11 de marzo de 2025       | 3LGF09          | 4.48                 |
| 33           | 10           | «Regarding the Death of Whitney McAdams»                                   | Lea Thompson            | Aja Hoggatt                                  | 18 de marzo de 2025       | 3LGF10          | 4.37                 |
| 34           | 11           | «Best of Your Recollection»                                                | Crystle Roberson Dorsey | Rebecca Murga                                | 25 de marzo de 2025       | 3LGF11          | 4.58                 |
| 35           | 12           | «You're the Worst Person In the World»                                     | Natalia Anderson        | Laura Snow                                   | 1 de abril de 2025        | 3LGF12          | 4.30                 |
| 36           | 13           | «One of Us Now»                                                            | Howard Deutch           | Juliet Lashinsky-Revene                      | 8 de abril de 2025        | 3LGF13          | 4.15                 |
| 37           | 14           | «A Funeral Fit for a Quartermaine»                                         | Angela Barnes           | Daniel T. Thomsen                            | 15 de abril de 2025       | 3LGF14          | 4.11                 |
| 38           | 15           | «The Most Beautiful, Fierce, Smart, Powerful Creature in the Entire World» | Oz Rodriguez            | Britta Lundin y Juliette Strangio            | 22 de abril de 2025       | 3LGF15          | 4.33                 |
| 39           | 16           | «Push, Jump, Fall»                                                         | Mark Tonderai           | Henry «Hank» Jones y Adam Toltzis            | 29 de abril de 2025       | 3LGF16          | 3.80                 |
| 40           | 17           | «Why Hello, Sheriff»                                                       | Erika Christensen       | Karine Rosenthal y Jordan Pope               | 6 de mayo de 2025         | 3LGF17          | 4.27                 |
| 41           | 18           | «Listening to a Heartbeat»                                                 | Howard Deutch           | Liz Heldens y Inda Craig-Galván              | 13 de mayo de 2025        | 3LGF18          | 4.15                 |

## Producción

### Desarrollo
En febrero de 2022, la cadena ABC encargó un piloto para «Will Trent», basada en la serie de novelas de Karin Slaughter «Will Trent», con Liz Heldens y Daniel Thomsen como guionistas y productores ejecutivos, y Slaughter como productora ejecutiva. En agosto de 2022, se anunció que ABC había ordenado la serie. La serie se estrenó el 3 de enero de 2023. El 18 de abril de 2023, ABC renovó la serie para una segunda temporada. La segunda temporada se estrenó el 20 de febrero de 2024. El 3 de abril de 2024, ABC renovó la serie para una tercera temporada. La tercera temporada se estrenó el 7 de enero de 2025. El 3 de abril de 2025, ABC renovó la serie para una cuarta temporada.

### Selección de reparto
Ramón Rodríguez fue elegido para el papel principal en abril de 2022, con Erika Christensen en el papel de Angie Polaski. En mayo de 2022, Iantha Richardson, Jake McLaughlin y Sonja Sohn se unieron al reparto principal. En agosto de 2024, Gina Rodriguez se unió al reparto principal para la tercera temporada.

### Rodaje
El rodaje de la primera temporada comenzó en Atlanta el 10 de octubre de 2022 y concluyó el 20 de febrero de 2023.

## Recepción

### Críticas
El sitio web agregador de reseñas Rotten Tomatoes informa de un índice de aprobación del 89%, basado en 9 reseñas, con una calificación promedio de 7/10. En Metacritic, la serie tiene puntaje promedio ponderado de 71 sobre 100, basado en 7 reseñas, lo que indica «reseñas generalmente favorables».
Daniel Fienberg, de The Hollywood Reporter, escribió que «surge rápidamente como un procedimental televisivo superior al promedio». En su crítica de la serie para The A.V. Club, Max Gao dio una B- y declaró: «Dará la bienvenida a los televidentes que nunca han leído el material original, pero corre el riesgo de alejar a los fanáticos de los libros de Slaughter».

### Audiencias
| Temporada | Horario (ET)       | Episodios | Primera emisión       | Primera emisión      | Última emisión     | Última emisión       | Prom. de espectadores (millones) |
| Temporada | Horario (ET)       | Episodios | Fecha                 | Audiencia (millones) | Fecha              | Audiencia (millones) | Prom. de espectadores (millones) |
| --------- | ------------------ | --------- | --------------------- | -------------------- | ------------------ | -------------------- | -------------------------------- |
| 1         | martes 10:00 p. m. | 13        | 3 de enero de 2023    | 3.61                 | 2 de mayo de 2023  | 3.32                 | 3.06                             |
| 2         | martes 8:00 p. m.  | 10        | 20 de febrero de 2024 | 4.77                 | 21 de mayo de 2024 | 4.08                 | 4.28                             |
| 3         | martes 8:00 p. m.  | 18        | 7 de enero de 2025    | 5.91                 | 13 de mayo de 2025 | 4.15                 | 4.62                             |